# Nesticus noroensis
Espèce
Nesticus noroensis est une espèce d'araignées aranéomorphes de la famille des Nesticidae.

## Distribution
Cette espèce est endémique de la préfecture de Hiroshima au Japon,.

## Étymologie
Son nom d'espèce, composé de noro et du suffixe latin -ensis, « qui vit dans, qui habite », lui a été donné en référence au lieu de sa découverte, le mont Noro.

## Publication originale
- Mashibara, 1993 : A new species of the genus Nesticus (Araneae: Nesticidae) from Hiroshima Prefecture, western Japan. Bulletin of the Akiyoshi-dai Museum of Natural History, vol. 28, p. 85-89.